# Poa lowanensis
Poa lowanensis là một loài thực vật có hoa trong họ Hòa thảo. Loài này được N.G.Walsh miêu tả khoa học đầu tiên năm 1991.